# Slangenmuur

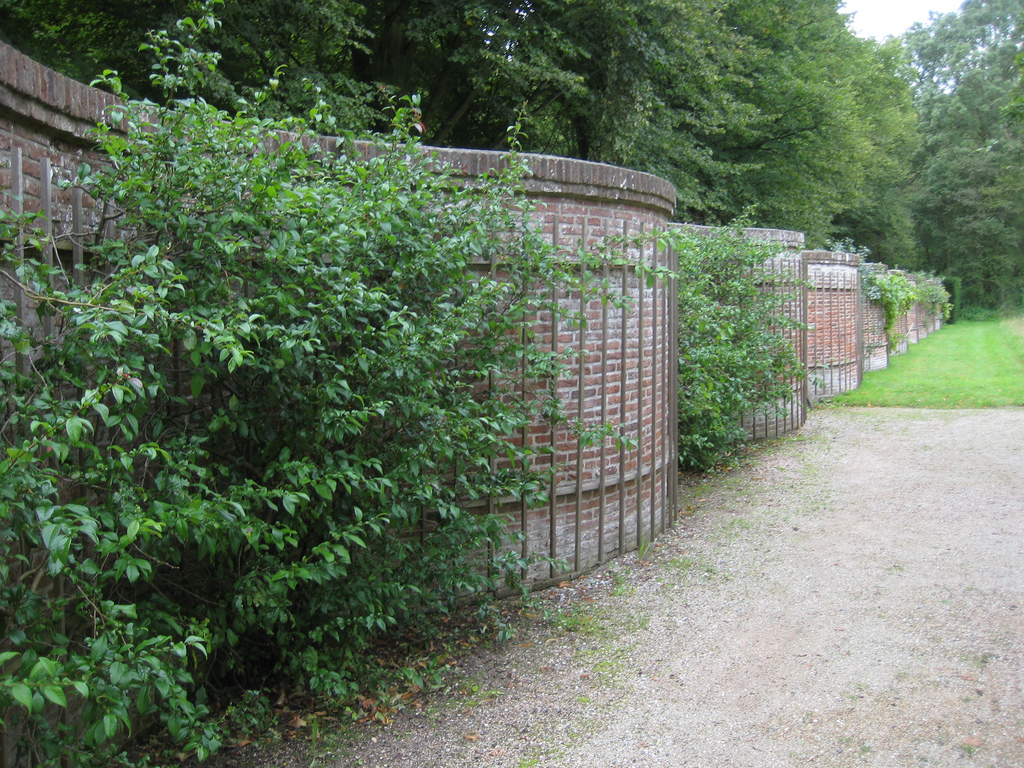
Slangenmuur

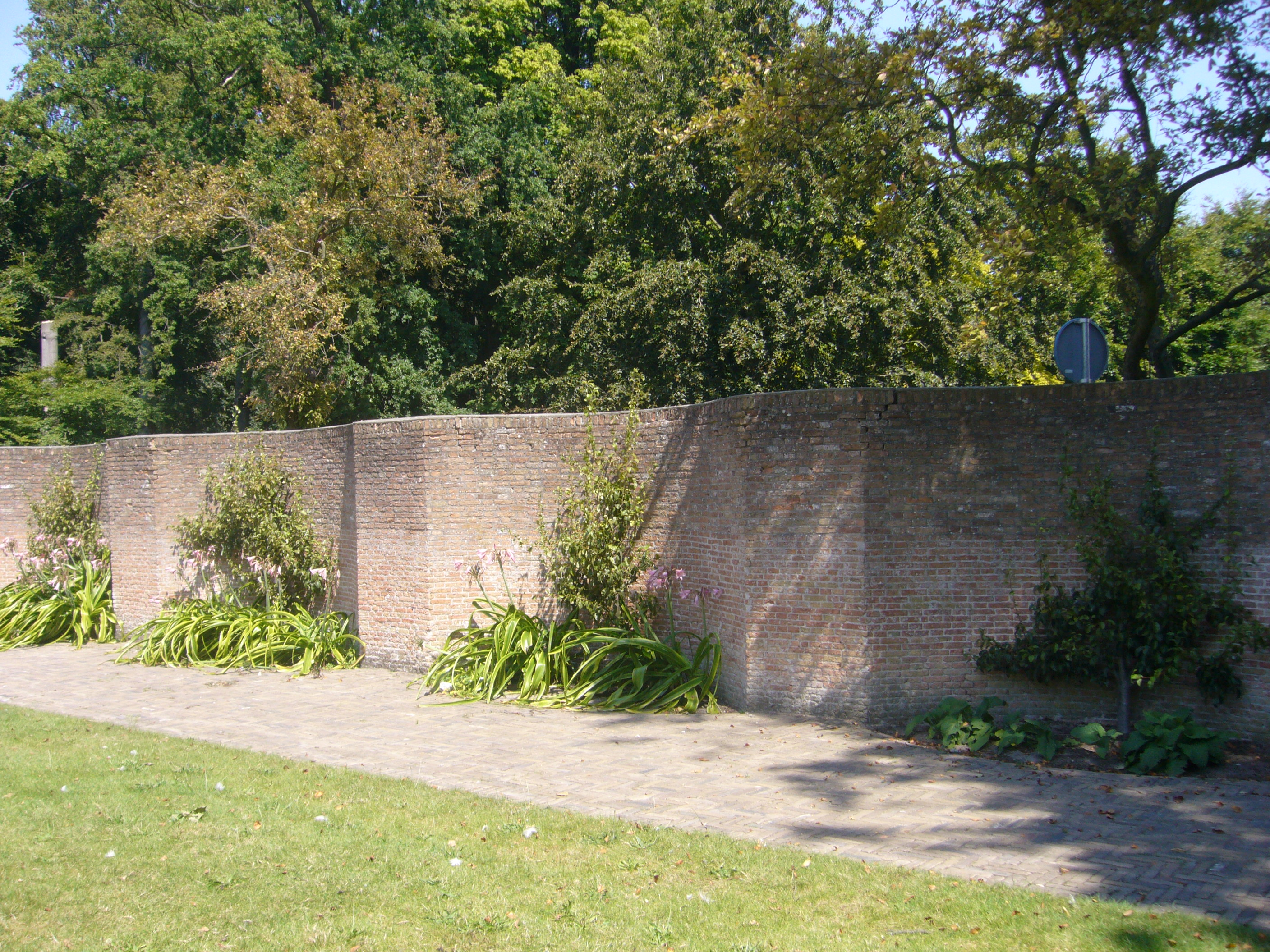
Slingermuur

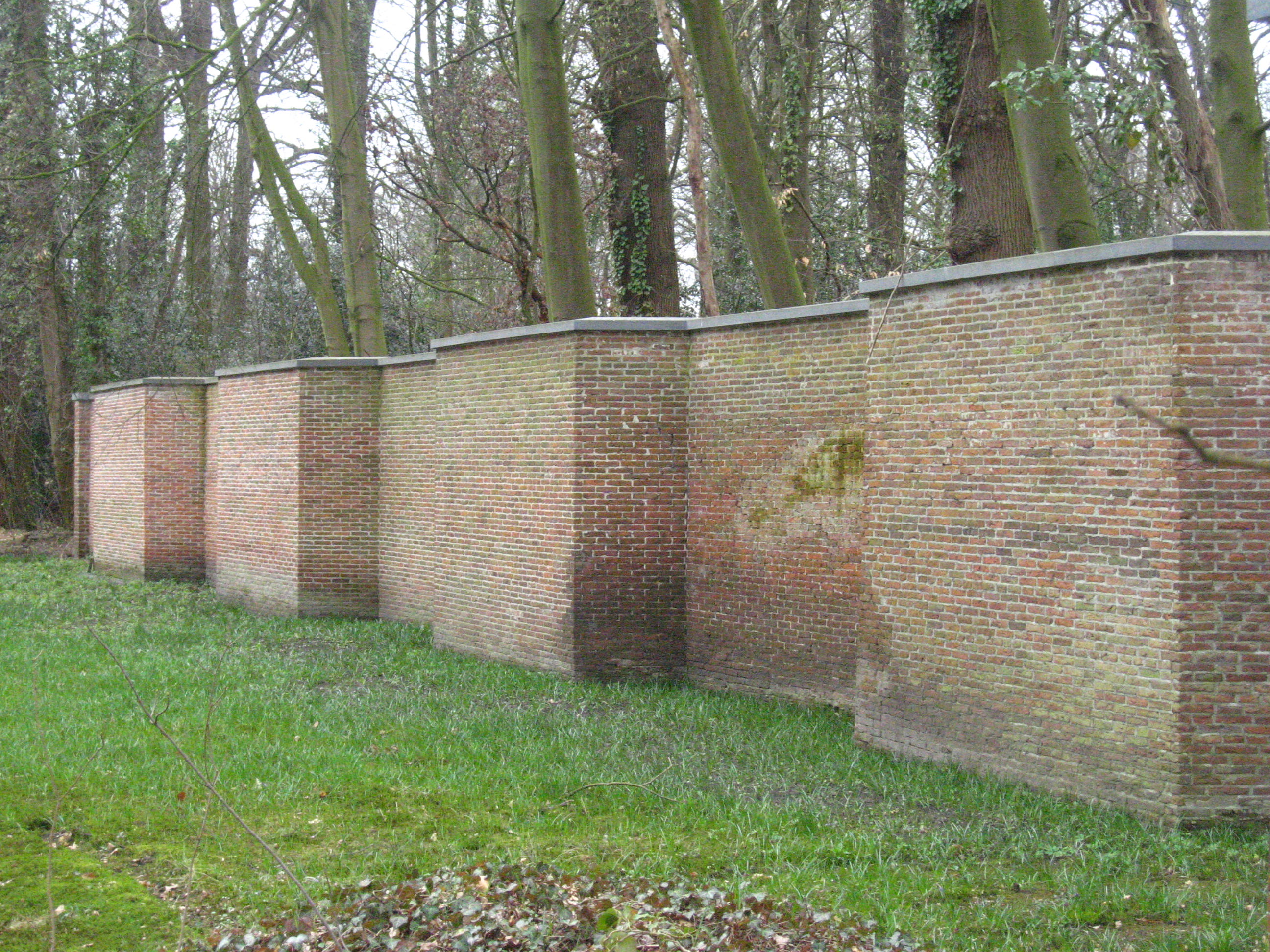
Retranchementenmuur

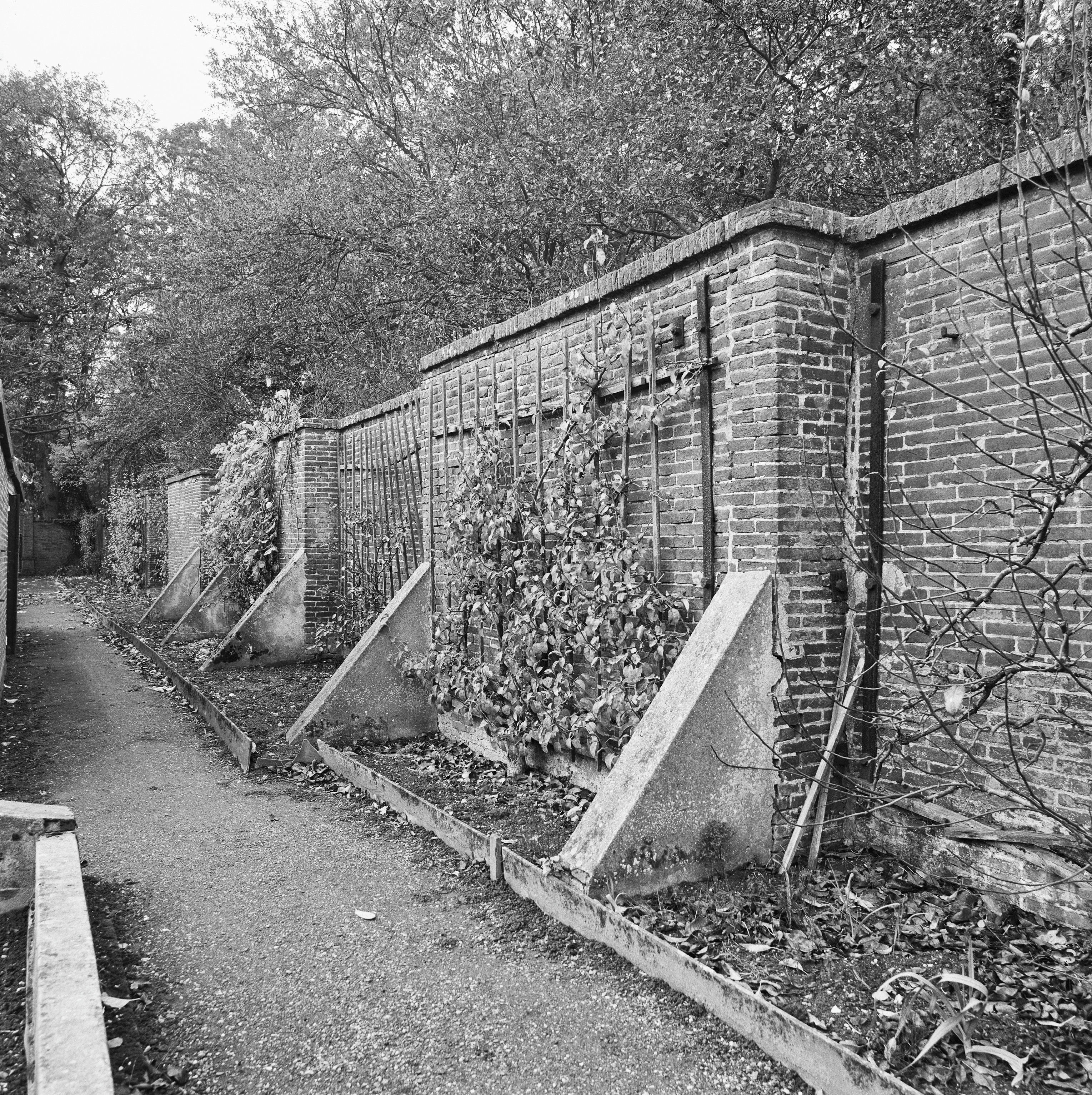
Meandermuur

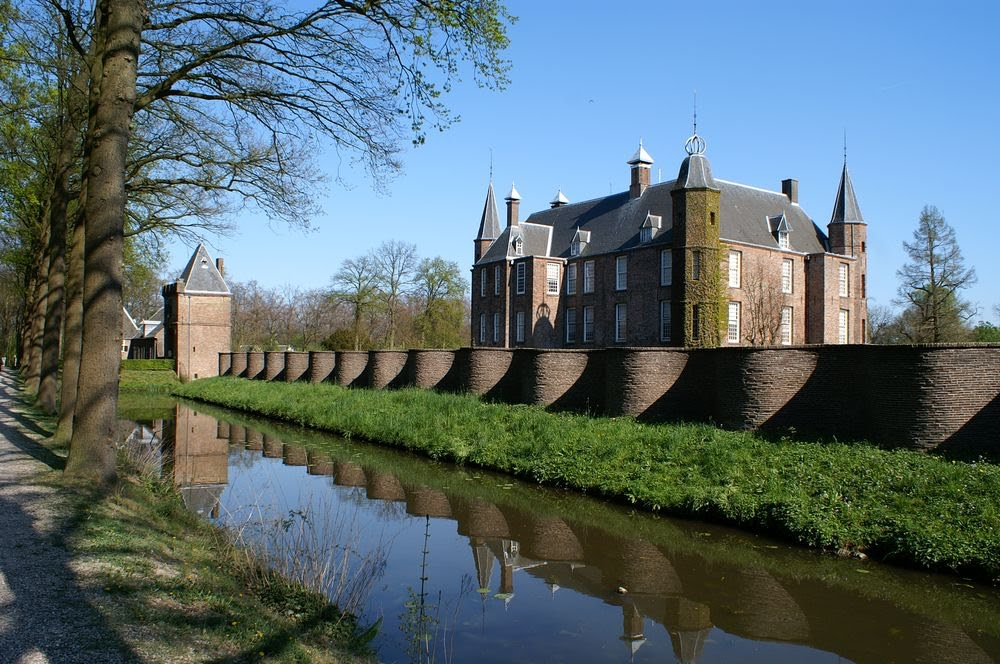
Slangenmuur van Slot Zuylen

Een slangenmuur is een fruitmuur, gebouwd met een slingerende lijn, die overal even dik is. Door de slingerende vorm wordt een stabiele muur verkregen zonder dat er steunberen gemetseld behoeven te worden. De bochten vormen beschutte plaatsen, waarin windgevoelige planten of struiken, bijvoorbeeld leiboompjes, gepoot kunnen worden. Indien de slangenmuur op het zuiden is geplaatst is het mogelijk in een microklimaat (sub)tropische struiken te planten zoals vijgen. Uiteraard is hij dan ook zeer geschikt voor druiven. Een andere naam voor slangenmuur is abrikozenmuur. 
Sommige slangenmuren hebben niet rondingen naar twee kanten zodat hij als het ware kronkelt, maar hebben pijlers waar geronde muren tussen zijn gemetseld. Deze zogeheten slingermuren worden soms slangenmuren genoemd, maar menigmaal wordt er onderscheid gemaakt tussen een slangenmuur en een slingermuur op basis van het verschil in vorm. Een retranchement(en)muur wordt als een zeldzame variant van de slangenmuur gezien. Bij deze muur ontbreekt een golvend verloop en de muur heeft in plaats daarvan terugspringende rechte muurvlakken die onderling verbonden zijn met een schuine hoek.
Het slot Sanssouci in Potsdam bij Berlijn heeft tegen een helling links en rechts van brede trappen die naar het slot leiden een reeks fruitmuren op steeds hoger gelegen terrassen. Ze bestaan uit een aaneenschakeling van rechte en halfronde muurdelen, waarbij de ronde delen tegen de kou kunnen worden afgesloten met van vensterglas voorziene hoge deuren.

## Nederland
Zogenoemde slangen-, slinger-, retranchementen- en meandermuren werden in Nederland vooral in de 18e eeuw op buitenplaatsen, landgoederen en bij kastelen aangelegd. Vrijwel allemaal zijn ze erkend als rijksmonument. Op de volgende plaatsen zijn ze nog aanwezig:
- Landgoed Beeckestijn te Velsen (eind-18e-eeuwse slangenmuur)
- Huis Berbice te Voorschoten (retranchementenmuur uit circa 1700)[1]
- Landgoed Clingendael te Wassenaar (slingermuur uit 1730)
- Cromvliet te Rijswijk ZH
- Kasteel Groeneveld te Baarn (slingermuur uit 1730)
- Hilverbeek te 's-Graveland NH (slangenmuur vermoedelijk rond 1730 gebouwd)[2]
- Hindersteyn te Langbroek (slangenmuur uit 1982)
- Huis te Manpad te Heemstede NH heeft de langste slangenmuur van West-Europa (209 meter), die al voorkomt op een kaart uit 1730.
- Het Huys ten Donck te Ridderkerk (18e-eeuwse slingermuur)
- Marlot te Den Haag (retranchementenmuur uit 1725)
- 't Oude Hof te Bergen NH (slangenmuur)[3]
- Rhijngeest te Oegstgeest
- Landgoed Schaep en Burgh te 's-Graveland (slangenmuur uit circa 1730)
- Slot Zuylen te Oud-Zuilen heeft een bekende slangenmuur (120 meter). Hij is in 1742 gebouwd in opdracht van Diederik van Tuyll van Serooskerken, heer van Zuilen en vader van Belle van Zuylen.
- Spaarnberg te Santpoort (vroeg-19e-eeuwse muur)
- Sparrendaal te Driebergen (slangenmuur uit 1758)
- Het Stroot te Twekkelo[4]
- Queekhoven te Breukelen (meandermuur uit circa 1738)[5]
- Zuidelijk van de Grote of Sint-Janskerk te Linschoten (18e-eeuwse slingermuur, vermoedelijk rond 1770 gebouwd)[6]
- Achter de Schalkwijkstraat 11 te Utrecht (slingermuur uit circa 1735, enige stedelijke variant)[7]

Onder andere bij Vechtoever te Maarssen, Huis te Vogelenzang in Bloemendaal NH en Villa Anna Maria in Dussen zijn dit soort muren verwijderd.